# Vick
Pour les articles homonymes, voir Vick (homonymie).
Vick est une revue disparue de l'éditeur de petits formats Aventures & Voyages qui a 42 numéros d'octobre 1970 à avril 1977. Mensuel jusqu'au numéro 21, il passe à une diffusion trimestrielle par la suite.

## Les Séries
- Astroman : N°27, 28
- Barnabé : N°1 à 3, 9 à 15, 20, 24, 29
- Capt'ain Vir-de-Bor (Michel-Paul Giroud) : N°42
- Delta 99 (es) (Carlos Giménez, Flores Thies, Adolfo Usero, Víctor Mora) : N°26, 28, 29, 30, 32, 35, 36, 37, 38, 39, 40, 41, 42
- Les bourlingueurs de l'espace (S. Della Barca ou Alfredo Castelli & Nevio Zeccara) : N° 35 à 42
- Micromégax (Francisco Solano López) : N°1 à 41
- Rock Vanguard (Miguel Gonzalez Casquel[1] & Antonio Guerrero) : N°33 à 41 (c'est une série fortement inspirée de Flash Gordon).
- Vick (Carlos Valle & Martinez Osete, Jesus Flores Thiez, Carlos Giménez, Juan Arranz) : N°1 à 25